# Remington Модель 770
Remington Модель 770 — магазинна гвинтівка з ковзним затвором, яка являла собою дешеву альтернативу популярної Моделі 700 і випускалася під кілька спортивних набоїв. Remington Arms випускали різні дешеві варіанти своєї флагманської Моделі 700, в тому числі Remington 788 та більш ранні Remington 710, яка стала базою для Моделі 770.

## Конструкція
Remington Модель 770 магазинна гвинтівка з ковзним затвором під набій центрального запалення. Модель 770 представлена під набої 243 Win, 270 Win, 7mm-08 Rem, 7mm Rem Mag, 30-06 Sprg, 300 Win Mag та 308 Win. Стандартний, заводський магазин може містити 4 набої (3 набої у версії магнум) плюс 1 набій заряджений напряму в патронник. Заводська модель має встановлений оптичний приціл 3-9x40мм, який дозволяє вражати цілі на відстані 91 м. Гвинтівка доступна у чорній, синтетичній композитній обробці, різних композиційних конструкціях зі справжнього дерева та з оригінальними дерев’яними прикладами.